# Ginnekenstraat (Breda)
De Ginnekenstraat is een van de bekendste winkelstraten in het centrum van Breda. De Ginnekenstraat kent winkelketens en minder bekende winkels zoals C&A, H&M, Mexx, Miss Etam, WE, Zara, Blokker en Kruidvat.
Vanuit de straat heeft men zicht op de Grote Kerk. De Houtmarktpassage komt uit op de Ginnekenstraat. Tot 1967 stond op deze plaats de Maria Hemelvaartkerk gebouwd in 1888 en ingewijd op 11 augustus 1890 door Mgr Leyten. De architect was J.J. van Langelaar, een leerling van P. Cuypers.
Andere winkelgebieden liggen in het noordelijke verlengde van de Ginnekenstraat (richting Eindstraat en Karrestraat) zoals de winkelcentra De Barones en 't Sas. Te midden van de winkels bevindt zich de Sint-Joostkapel. Men kan er binnenlopen en een kaarsje opsteken.
Aan het zuidelijke uiteinde van de Ginnekenstraat is het van Coothplein met onder andere het vroegere theater de Stadsschouwburg Concordia en de Grand bioscoop.

## Nieuwe Ginnekenstraat
In het zuidelijke verlengde is daarna de Nieuwe Ginnekenstraat met passage Zuidpoort en de Wilhelminastraat met veel gespecialiseerde winkels.
Vervolgens gaat het via de Ginnekenweg naar het Ginneken.

## Geschiedenis
Rond 1865 was de Ginnekenstraat vooral een woonstraat. Rond 1880 zijn er trottoirs aangelegd en verschenen de eerste winkels. Onder andere was de zoutziederij van F.L.Faes en de melkinrichting De Hoop er gevestigd. Toen reed ook de paardentram van de Ginnekensche Tramweg Maatschappij door de Ginnekenstraat richting station Breda. In de vroege jaren 1970 is de straat een voetgangersdomein geworden.

## Galerij

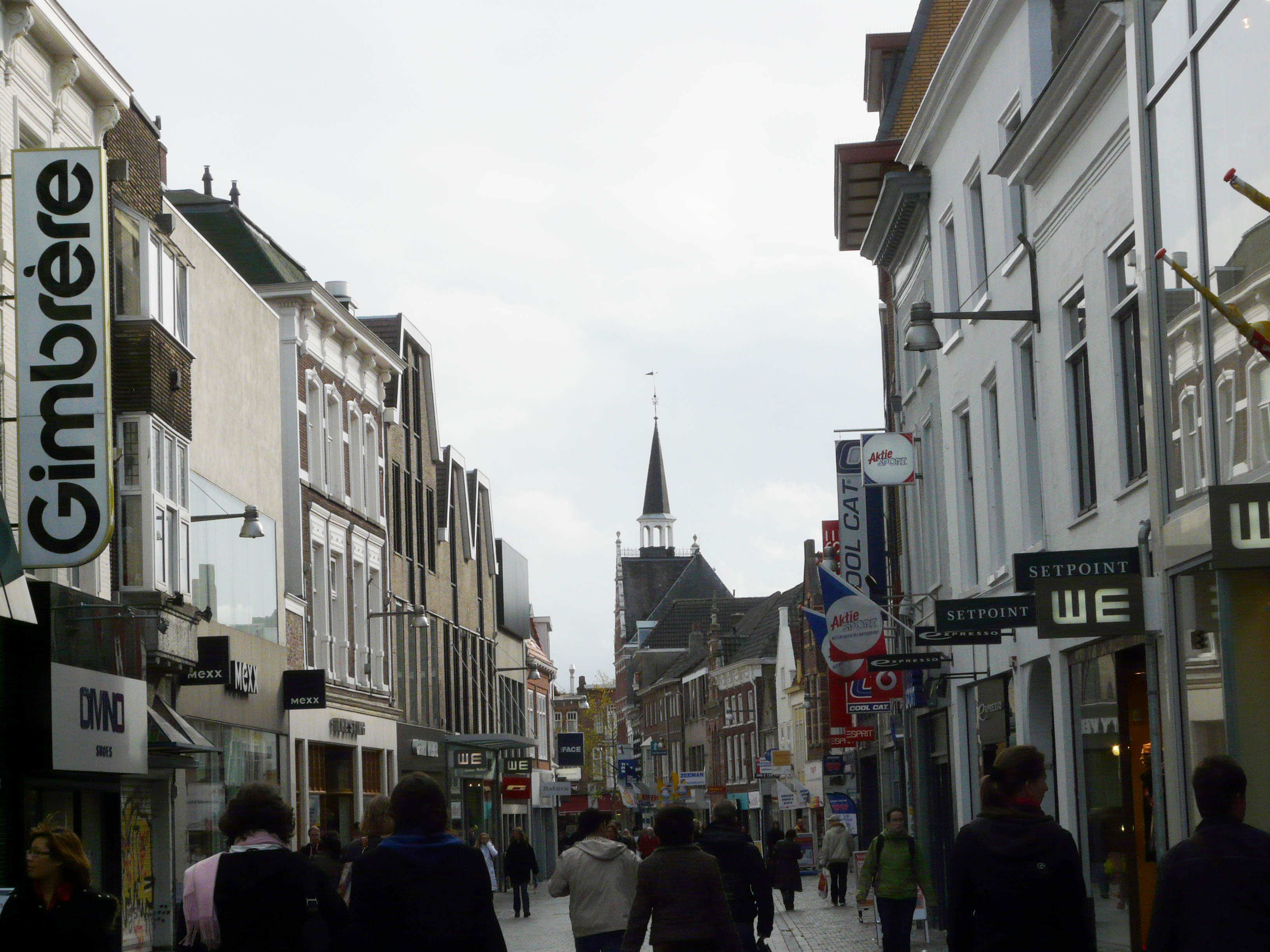
Eind Ginnekenstraat
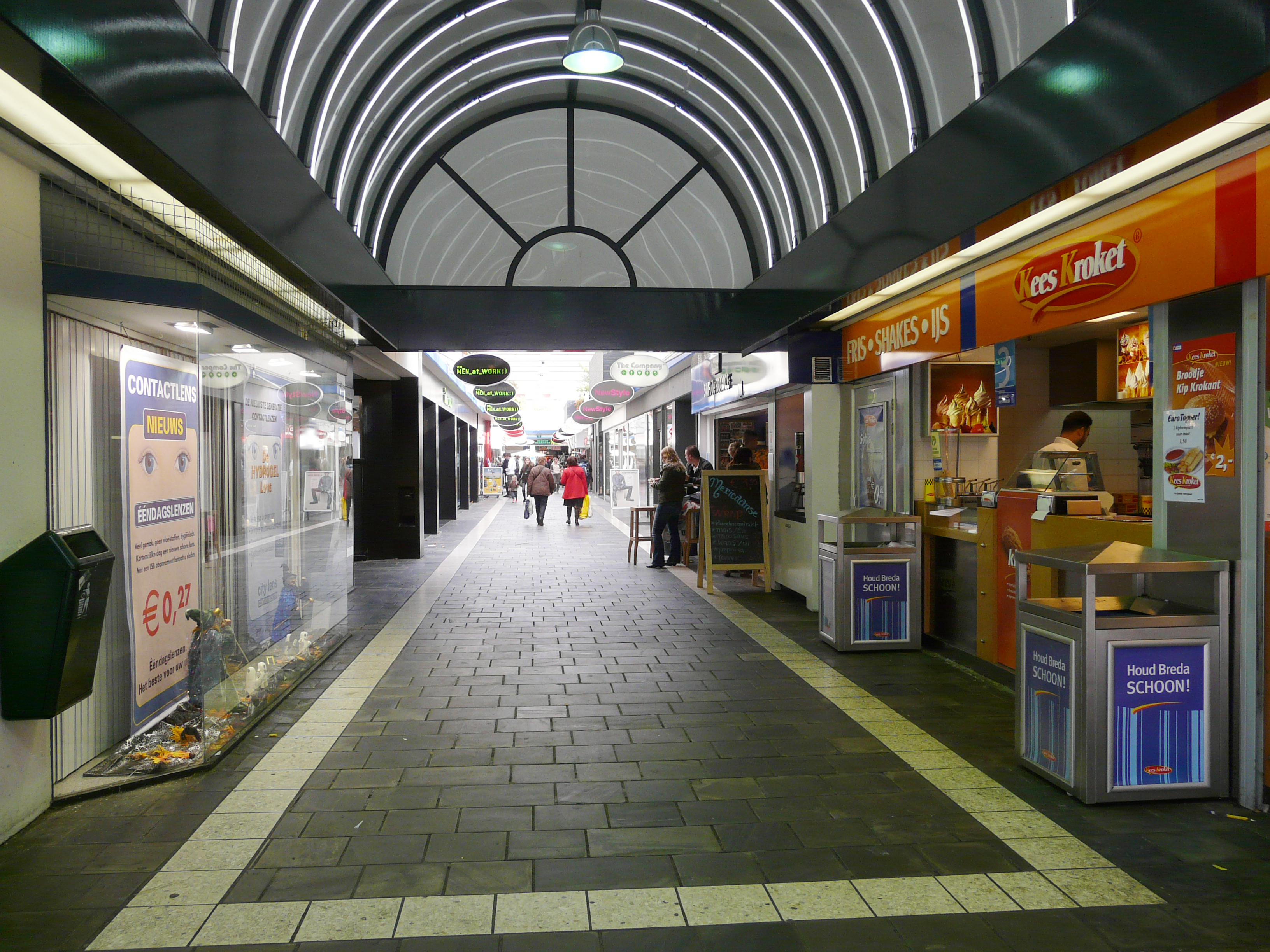
Begin van de Houtmarktpassage
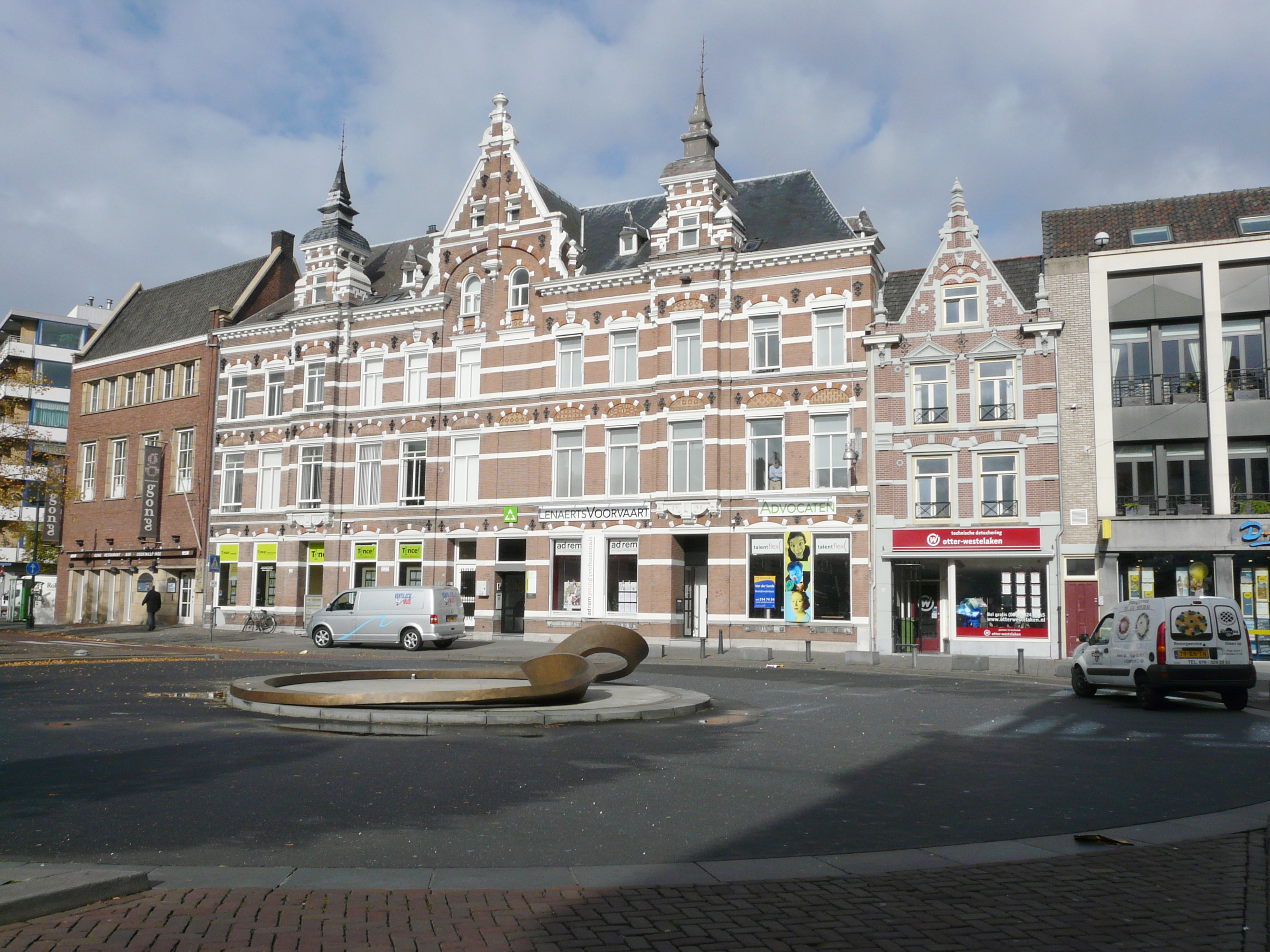
Van Coothplein
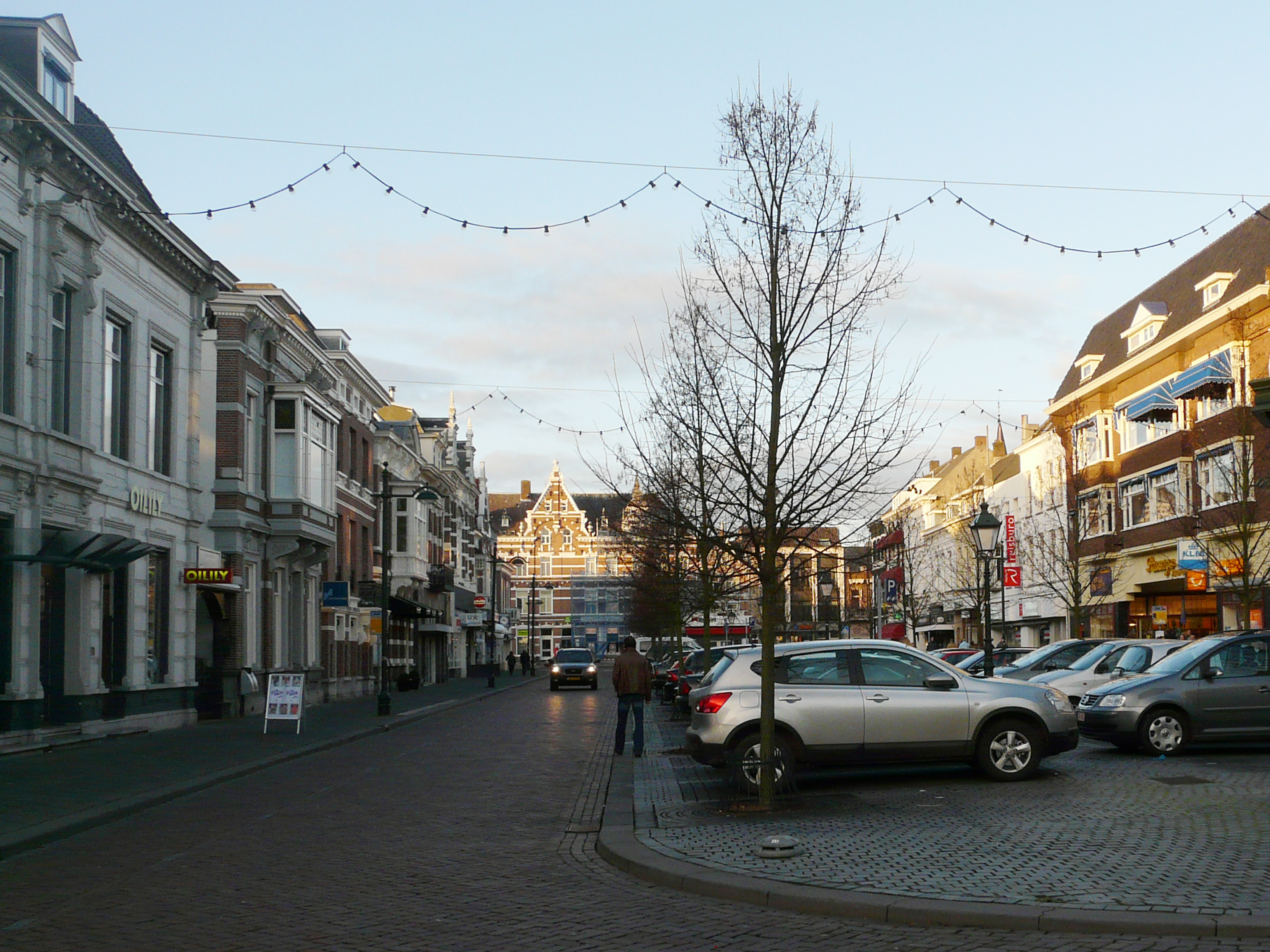
Nieuw Ginnekenstraat
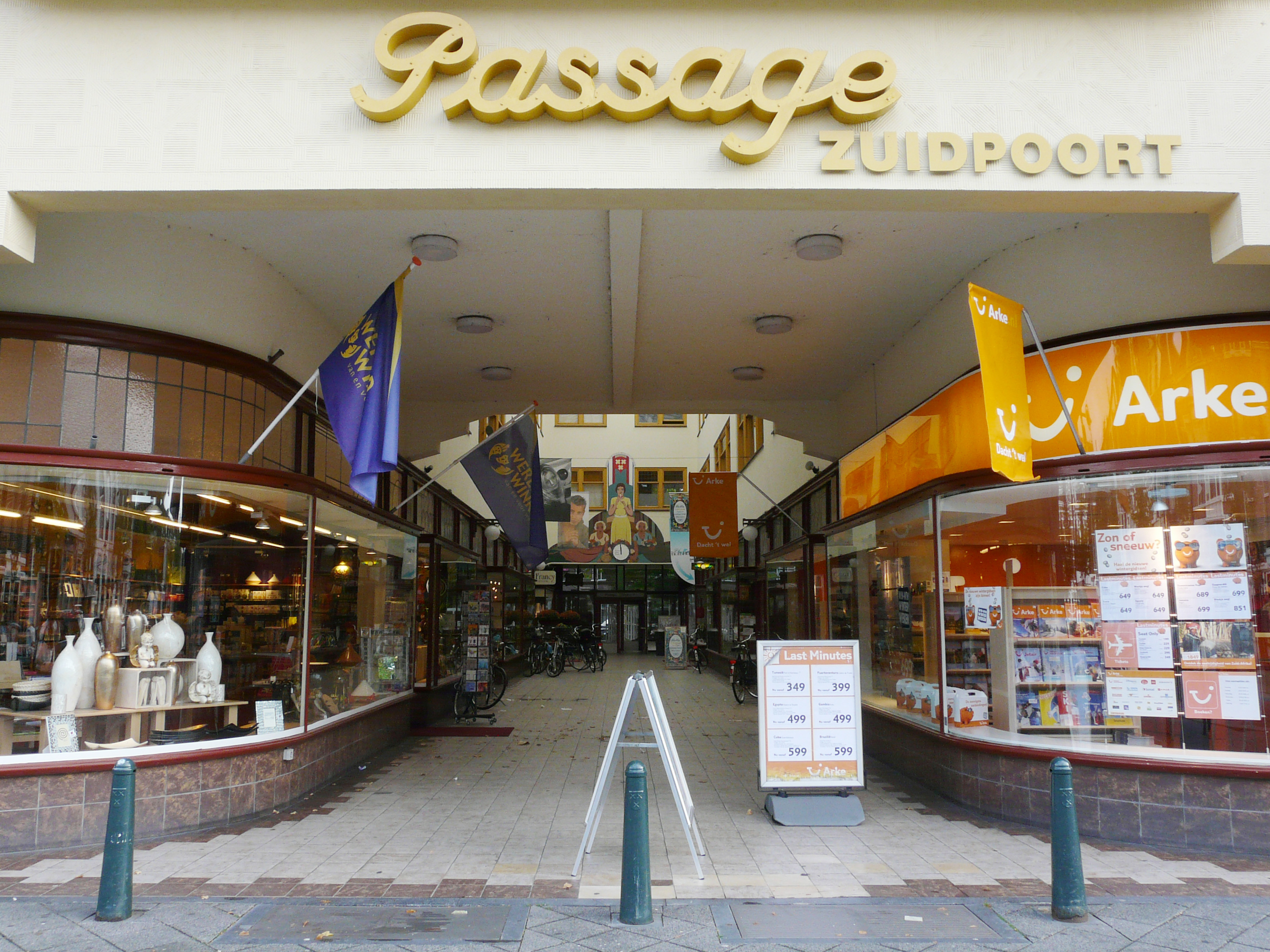
Passage Zuidpoort